# Directum
Directum — Импортонезависимая система управления цифровыми процессами и документами с элементами  искусственного интеллекта, в основе которых лежат технологии машинного обучения и компьютерного зрения.
Исторически система относится к классу ECM (Enterprise Content Management). Разрабатывалась для решения задач управления документами, делопроизводства и договорами. На базе Directum возможно создание финансового архива и долговременного электронного архива с поддержкой юридической значимости документов.
Сервисы в составе Directum исключают рутинные операции в работе пользователей: документы автоматически классифицируются, создаются регистрационные карточки в системе, автоматически определяется ответственный исполнитель, производится сравнение содержания документов, выявление рисков, проверка наличия обязательных реквизитов, поиск.
В основе Directum RX лежит микросервисная архитектура, позволяющая создать гибко настраиваемую экосистему решений и продуктов. Система поддерживает парадигму развития low-code и no-code, за счет которой возможно создание решений и бизнес-процессов в готовых конструкторах с минимальным использованием программирования.

## Состав системы Directum
В декабре 2018 года компания Директум объявила о выпуске платформы поколения RX. Заказчикам предлагается локальная установка или работа в облаке.
| Решение                             | Облачная поставка | Локальная поставка |
| ----------------------------------- | ----------------- | ------------------ |
| Управление электронными документами | +                 | +                  |
| Управление бизнес-процессами        | +                 | +                  |
| Делопроизводство                    | +                 | -                  |
| Договоры и счета                    | +                 | -                  |

### Готовые решения

#### Управление электронными документами
- создание и хранение различных неструктурированных документов: тексты, таблицы, рисунки, документы офисных пакетов[17]:
- поддержка версий
- работа с ЭП
- структурирование документов по папкам
- назначение прав доступа
- хранение истории работы с документами
- полнотекстовый и атрибутивный поиск.

#### Управление деловыми процессами
- поддержка процессов согласования и обработки документов на всех стадиях их жизненного цикла [18]:
- выдача электронных заданий и контроль их исполнения
- взаимодействие между сотрудниками в ходе бизнес-процессов
- поддержка свободных и жёстких маршрутов

#### Делопроизводство
- регистрация бумажных документов в соответствии с требованиями ГСДОУ [19]
- ведение номенклатуры дел с гибкими правилами нумерации
- рассылка и контроль местонахождения бумажных документов
- подписание документов ЭП

#### Управление договорами
- организация процесса создания, редактирования, согласования и регистрации договоров, счетов на оплату и других сопутствующих документов
- их учет, хранение и быстрый поиск
- оформление доверенностей по настроенным шаблонам
- документооборот с контрагентами
- планирование и проведение закупок и тендеров

#### Управление совещаниями
- подготовка и проведение совещаний (согласование места и времени, состава участников, повестки)
- формирование и рассылка протокола
- контроль исполнения решений по итогам совещания

#### Управление взаимодействием с клиентами
- ведение единой базы организаций и контактных лиц
- истории встреч, звонков и переписки с клиентами
- сопровождение процесса продаж в соответствии с регламентированными стадиями
- планирование маркетинговых мероприятий
- анализ эффективности продаж и маркетинговых воздействий

#### Командировки и авансовые отчеты
- оформление и утверждение заявок на командировку [20]:
- автоматизация сопутствующих процедур в рамках регламентов конкретной компании
- создание и согласование авансовых отчетов
- подготовка комплекта документации для налоговых и аудиторских проверок

#### HR-процессы. Автоматизация процессов кадрового делопроизводства
- оформление документов при приеме и увольнении сотрудников [21][22][23][24]
- работа с базой кандидатов
- планирование графика отпусков и их оформление сотрудниками
- работа с командировками

#### Долговременный архив
- централизованное управление бумажным и электронным архивом организации с соблюдением правил российского архивного делопроизводства[25][26]
- юридическая значимость электронных документов обеспечивается на протяжении всего срока их хранения

#### Обращения граждан и организаций
- регистрация и обработка обращений юридических и физических лиц (в рамках заявлений, жалоб и предложений) [27]
- формирование и отправка ответов заявителям, контроль исполнения работ по обращению.

#### Цифровая бухгалтерия
- Обработка первичных документов от поставщиков
- Налоговый мониторинг
- Электронный документооборот с контрагентами
- Финансовый архив:
  - централизованное хранение финансово-хозяйственных документов [28]:
  - подготовка к налоговым и аудиторским проверкам
  - быстрый поиск документов

#### Управление проектами и командами
- Планирование проектов
- Agile-доски
- Одновременное онлайн редактирование документов
- База знаний

### Дополнительные компоненты
Быстрая идентификации документа Directum RapID: основанные на использовании штрихкода маркировка и поиск документа, обеспечивающие быстрый доступ к электронному документу по его бумажной копии.
Службы ввода документов (Directum Capture Services): массовый ввод документов в Directum с различных источников (сканеры, МФУ, файловая система, факсы, электронная почта и т. д.).
Набор средств интеграции (Directum Integration Toolset): интеграция с ERP-системами: двухсторонняя синхронизация справочников, включение объектов системы в workflow, генерация документов и доступ к ним из ERP-системы .
Механизм интеграции с сервисами обмена документами:	организация прозрачного обмена юридически значимыми документами от согласования документов внутри организации до отправки документов контрагенту. 
Совместное редактирование документов: за счет интеграции с облачными редакторами Onlyoffice и Р7-Офис документы (тексты, презентации, таблицы) можно редактировать и рецензировать совместно. 

### Удаленная работа
Веб-клиент: все привычные процессы и сценарии работы с электронными документами, задачами, заданиям через браузер
Мобильные приложения: Directum Solo и Directum Jazz доступны на смартфонах и планшетах на базе iOS и Android. Обеспечивают полноценную работу руководителей и рядовых сотрудников со всеми возможностями системы.

### Интеллектуальные сервисы Directum Ario
В основе интеллектуальных сервисов Directum Ario лежат технологии компьютерного зрения и машинного обучения. С их помощью система обеспечивает разные функциональные возможности.
Умная обработка документов:	экземпляры (писем, счетов, накладных, актов, счетов-фактур, УПД или договоров) захватываются автоматически со сканера или электронной почты и распределяются на комплекты; сервисы интеллектуальной обработки Directum Ario распознают текст, классифицируют документы по типам и извлекают фактическую информацию с высокой точностью, около 95%; документы заносятся в систему с автоматическим заполнением карточек.
Определение ответственного: сервисы формируют текст поручений и предлагают руководителю потенциальных исполнителей работ исходя из контекста документа.
Сравнение документов: интеллектуальные сервисы сопоставляют согласованную электронную версию и подписанный бумажный экземпляр. Значимые отличия выделяются, поэтому легко выявить изменения по сравнению с согласованной версией в системе или исходным шаблоном.
Контроль правильности оформления документов: проверяется комплектность документов, корректность указанных сумм, наличие обязательных реквизитов, в том числе печатей и подписей. Также содержание сопоставляется с заказами, номенклатурой и спецификациями.
Проверка рисков: сервисы Ario могут контролировать наличие обязательных реквизитов и проверять условия договора с точки зрения возможных рисков: штрафов, пеней, сроков платежей.
Классификация обращений, поступающих в службу поддержки: входящие запросы анализируются по содержанию распределяются по типам, определяется срочность исполнения.
Умный семантический поиск Directum Smart Search: помогает быстро найти любую информации по запросу на естественном для человека языке, даже если нет точных критериев поиска.

### Среда разработки
В системе присутствует собственная среда разработки (IDE) с визуальными редакторами форм и процессов, позволяющая дорабатывать функциональность системы. Используются возможности языка C# в комбинации с готовыми объектами предметной области.